# Ajowan
Ajowan (Trachyspermum ammi) is een specerij uit India en Pakistan.
De plant is oorspronkelijk afkomstig uit Zuid-India, maar wordt gekweekt in heel Midden-Azië, Noord-Afrika en Ethiopië. De plant is een lid van de schermbloemenfamilie (Umbelliferae oftewel Apiaceae): daarmee is Ajowan botanisch verwant aan karwij en komijn. De zaden lijken op kleine selderijzaden.
De zaden van de plant werden reeds in de oudheid gebruikt als een antiseptisch middel. De zaden worden gebruikt als specerij, ze smaken en ruiken naar tijm maar zijn iets scherper en bitterder.
Ajowan behoort in Arabië en in Indië tot de vaste keukenkruiden.